# HMBOX1
HMBOX1‏ (Homeobox containing 1) هوَ بروتين يُشَفر بواسطة جين HMBOX1 في الإنسان.